# Факультативный протокол к Конвенции о ликвидации всех форм дискриминации в отношении женщин
Факультативный протокол к Конвенции о ликвидации всех форм дискриминации в отношении женщин (ФП-КЛДЖ) является международным договором, который устанавливает механизмы подачи жалоб и расследований в связи с Конвенцией о ликвидации всех форм дискриминации в отношении женщин (КЛДЖ). Стороны Протокола позволяют Комитету по ликвидации дискриминации в отношении женщин заслушивать жалобы отдельных лиц или расследовать «серьёзные или систематические нарушения» конвенции. Протокол привёл к ряду решений против государств-членов по таким вопросам, как домашнее насилие, отпуск по уходу за ребёнком и принудительная стерилизация, а также к расследованию систематических убийств женщин в мексиканском городе Сьюдад-Хуарес, штат Чиуауа.
Протокол был принят Генеральной Ассамблеей Организации Объединённых Наций 6 октября 1999 г. и вступил в силу 22 декабря 2000 г. По состоянию на апрель 2020 года Протокол подписали 80 стран, ратифицировали 114.

## Происхождение
В 1979 году Генеральная Ассамблея ООН приняла Конвенцию о ликвидации всех форм дискриминации в отношении женщин (CEDAW). Конвенция объявила дискриминацию в отношении женщин вне закона, но не включала какой-либо механизм, с помощью которого этот запрет мог бы быть юридически обеспечен.
Механизм индивидуальных жалоб был предложен во время первоначальной разработки CEDAW, но в то время его отклонили. Пятнадцать лет спустя в Венской декларации и Программе действий Всемирной конференции по правам человека 1993 г. говорилось, что для осуществления конвенции необходимы новые процедуры, и предлагалось «право на подачу петиций». В 1994 году независимая группа экспертов подготовила проект, содержащий процедуру подачи жалоб и процедуру расследования, который был принят для дальнейшего изучения Комитетом по ликвидации дискриминации в отношении женщин в начале 1995 года. Идея Факультативного протокола далее была одобрена Четвёртой Всемирной конференцией по положению женщин в 1995 году, которая призвала к «разработке проекта факультативного протокола к Женской конвенции, который мог бы вступить в силу как можно скорее».
В марте 1996 года Комиссия по положению женщин учредила рабочую группу с открытым составом для подготовки официального проекта. Отчёт группы был представлен после трёх лет работы в начале 1999 года. Факультативный протокол был принят Генеральной Ассамблеей ООН 6 октября 1999 года.

## Резюме
Конвенция о ликвидации всех форм дискриминации в отношении женщин запрещает дискриминацию по признаку пола и обязывает её стороны отменить дискриминационные законы и гарантировать равенство в области здравоохранения, занятости и образования. Факультативный протокол является дополнительным соглашением к конвенции. Он не устанавливает никаких новых прав, а позволяет обеспечить соблюдение прав, гарантированных конвенцией.
Статьи 1-7 создают механизм подачи индивидуальных жалоб, аналогичный механизмам Первого Факультативного протокола к Международному пакту о гражданских и политических правах, Факультативного протокола к Конвенции о правах инвалидов и статье 14 Конвенции о ликвидации всех Формы расовой дискриминации. Стороны соглашаются признать компетенцию Комитета по ликвидации дискриминации в отношении женщин рассматривать жалобы «от лица или от имени» отдельных лиц или групп, которые утверждают, что их права, гарантированные Конвенцией, были нарушены. Если жалоба подаётся от имени потерпевшей, то для этого требуется её согласие, разве что если жалобщик не может действовать без такового. Есть такая возможность или нет — зависит от решения комитета. Возможность подачи жалоб от имени потерпевших считается жизненно важной для того, чтобы позволить неправительственным организациям, таким как женские организации и правозащитные группы, использовать Протокол для обеспечения соблюдения конвенции.
Заявители должны исчерпать все внутренние средства правовой защиты, а анонимные жалобы и жалобы, касающиеся событий, имевших место до того, как соответствующая страна присоединилась к Факультативному протоколу, не допускаются. Комитет может запрашивать информацию и давать рекомендации, хотя они не являются обязательными.
Статьи 8-10 создают механизм расследования. Стороны могут разрешить комитету расследовать, сообщать и давать рекомендации в отношении «серьёзных или систематических нарушений» конвенции. Комитет может предложить соответствующей стороне ответить и проинформировать её о любых мерах, принятых в результате такого расследования, либо напрямую, либо в рамках обычного процесса отчётности в соответствии с конвенцией. Стороны могут отказаться от этого обязательства при подписании или ратификации, но это сделали только Бангладеш, Белиз, Колумбия, Куба и Таджикистан.
Статья 11 требует от сторон обеспечить, чтобы лица, подающие жалобы в соответствии с Факультативным протоколом, не подвергались жестокому обращению или запугиванию.
Статья 13 требует, чтобы стороны информировали своих граждан о Конвенции, Факультативном протоколе и постановлениях комитета, чтобы облегчить подачу жалоб.
Статьи 12 и 14 регулируют процедуру и отчётность Комитета при рассмотрении жалоб.
Статьи 15-21 регулируют ратификацию, вступление в силу и внесение поправок в Факультативный протокол.

## Членство
Некоторые страны сделали оговорки и заявления о толковании применения Протокола. Бангладеш, Белиз и Колумбия воспользовались своим правом в соответствии со статьёй 10 Протокола не признавать юрисдикцию комитета по расследованию «серьёзных или систематических нарушений» конвенции. Колумбия заявила, что ни Протокол, ни комитет не могут требовать от неё декриминализации «преступлений против жизни или личной неприкосновенности».
Не каждое государство, являющееся участником CEDAW, является участником Протокола, и несколько крупных государств всё ещё остаются вне Протокола. Соёдиненные Штаты не стали участником, поскольку не ратифицировали CEDAW. Япония не участвует ни в одном из механизмов индивидуальной коммуникации по договорам о правах человека, но в настоящее время рассматривает возможность присоединения, наблюдая за тем, как функционируют эти процедуры. Китай «изучает проблему присоединения к Факультативному протоколу».

## Индивидуальные жалобы
К 2008 году Комитет по ликвидации дискриминации в отношении женщин рассмотрел одиннадцать жалоб против семи стран с момента вступления в силу Факультативного протокола по таким вопросам, как насилие в семье, раздел имущества, принудительная стерилизация и отпуск по уходу за ребёнком. Шесть жалоб было отклонено из-за отсутствия юрисдикции или потому, что заявители не исчерпали все внутренние средства правовой защиты. Остальные пять решений кратко изложены ниже:
В 2005 году по делу AT vs. Венгрия Комитет постановил, что Венгрия нарушила многочисленные статьи конвенции, не предоставив женщинам надлежащей защиты от домашнего насилия. Он рекомендовал немедленно защитить заявительницу от её жестокого бывшего партнёра, а Венгрии — улучшить рассмотрение дел о домашнем насилии и немедленно принять предыдущую рекомендацию комитета относительно закона, разрешающего судебные приказы о защите и исключении. Рекомендации были выполнены к моменту представления Венгрией шестого периодического доклада Комитету в 2006 году.
В 2006 году по делу Dung Thi Thuy Nguyen vs. Нидерланды, Комитет выразил озабоченность по поводу аспектов положения об отпуске по уходу за ребёнком в Нидерландах. Он рекомендовал правительству Нидерландов собрать дополнительную информацию о количестве женщин, совмещающих оплачиваемую работу на неполный рабочий день с самозанятостью, и пересмотреть закон, если обнаружится, что значительное число женщин находится в неблагоприятном положении.
В 2006 году в деле AS против Венгрии Комитет постановил, что принудительная стерилизация цыганской женщины в Венгрии является нарушением конвенции. Он рекомендовал выплатить заявительнице компенсацию за нарушение её прав, полностью пересмотреть законодательство, касающееся информированного согласия в случаях стерилизации, для обеспечения его соответствия международным стандартам в области прав человека, а также постоянный мониторинг венгерских медицинских учреждений для обеспечения того, чтобы любые изменения применялись на практике.
В 2007 году в делах Шахида Гёкче (покойная) против Австрии и Фатьма Йилдирим (покойная) против Австрии Комитет постановил, что австрийское правительство не защищает женщин от домашнего насилия. Он рекомендовал усилить применение и мониторинг существующих законов о домашнем насилии и повысить уровень подготовки сотрудников полиции.
По состоянию на 23 января 2023 года Комитетом рассмотрены в отношении государств-участников Протокола 133 сообщения.

### Комитет и Россия
По состоянию на 23 января 2023 года Комитетом рассмотрены в отношении России — 8 сообщений, из которых по 5 сообщениям были установлены нарушения положений Конвенции, а 3 сообщения были признаны неприемлемыми. Доктор юридических наук Б.Л. Зимненко обнаружил один случай отмены Верховным судом Российской Федерации судебных решений по делу в связи с решением Комитета по сообщению истца. Это было дело по иску С.В. Медведевой, которая в суде Самары оспаривала отказ предприятия принять ее на должность моториста-рулевого. В 2012 году Медведевой суд в Самаре в иске отказал. Тогда в 2013 году Медведева подала сообщение в Комитет, который в 2016 году признал нарушение в ее деле Конвенции. В 2017 году Верховный суд Российской Федерации отменил все решения по ее делу и обязал районный суд пересмотреть решение по иску Медведевой. В итоге в 2017 году районный суд признал отказ принять Медведеву на работу незаконным, но отказался обязывать работодателя принять ее на работу, так как у работодателя на тот момент отсутствовала вакансия, на которую претендовала Медведева.

## Запросы
Комитет также провёл одно расследование «серьёзных или систематических нарушений» статьи 8 в связи с систематическим убийством женщин в мексиканском городе Сьюдад-Хуарес, штат Чиуауа. Расследование выявило «серьёзные упущения в соблюдении» законов мексиканским правительством и терпимость к серьёзным и систематическим нарушениям прав женщин. Комитет рекомендовал привлечение федеральных органов власти, а также органов штата к расследованию убийств, наказание нерадивых должностных лиц или соучастников и лиц, причастных к преследованию родственников жертв, а также усиление планирования предотвращения насилия.

## Влияние и критика
Воздействие международного договора можно измерить двумя способами: его принятием и его выполнением. Что касается первой меры, то Факультативный протокол получил широкое международное признание. Большинство крупных государств являются участниками, а протокол является вторым по популярности механизмом правоприменения после Первого Факультативного протокола к Международному пакту о гражданских и политических правах.
Что касается второго способа, то количество жалоб, рассматриваемых комитетом, было ограничено. Оценка 2008 года для правительства Великобритании показала, что протокол вряд ли использовался неправительственными организациями, как первоначально ожидалось, что аргументация комитета была непредсказуемой и что она не повлияла на формирование политики. Было обнаружено, что был достигнут некоторый ограниченный успех в подчёркивании важности эффективной политики по защите женщин от домашнего насилия и принудительной стерилизации, но за пределами этих областей протокол «не привёл к прорыву в защите прав женщин». Делается вывод о том, что, если не будут предприняты более активные усилия для повышения осведомлённости о Факультативном протоколе и укрепления доверия к решениям комитета, механизм подачи жалоб будет по-прежнему использоваться недостаточно.
Протокол подвергся критике со стороны учёных-правоведов, таких как Бал Сохи-Булли, и феминисток, таких как Кэтрин Маккиннон, которые считают механизм подачи жалоб сложным, длительным и недостаточно прозрачным. Добровольный характер протокола и необязательный характер его «рекомендаций» рассматриваются как ключевые ограничения его эффективности. Несмотря на это, эти критики склонны рассматривать протокол как ценный, хотя и несовершенный инструмент для реализации прав женщин.